# Guignes
Guignes (früher: Guignes-Rabutin) ist eine französische Gemeinde mit 4434 Einwohnern (Stand: 1. Januar 2022) im Département Seine-et-Marne in der Region Île-de-France. Sie gehört zum Arrondissement Melun und ist Teil des Kantons Nangis. Die Einwohner werden Guignois(es) genannt.

## Geographie
Guignes liegt etwa 41 Kilometer südöstlich von Paris am Fluss Avon. Umgeben wird Guignes von den Nachbargemeinden Chaumes-en-Brie im Norden und Nordosten, Verneuil-l’Étang im Osten, Andrezel im Süden sowie Yèbles im Westen.
Durch die Gemeinde führen Route nationale 36 und die frühere Route nationale 19.

## Bevölkerungsentwicklung
| Jahr      | 1962 | 1968 | 1975 | 1982 | 1990 | 1999 | 2006 | 2011 |
| Einwohner | 1308 | 1655 | 2970 | 3122 | 3603 | 4362 | 2969 | 3364 |

## Sehenswürdigkeiten
- Kirche Saint-Jacques-le-Mineur, im 18. Jahrhundert erbaut, Monument historique seit 1926

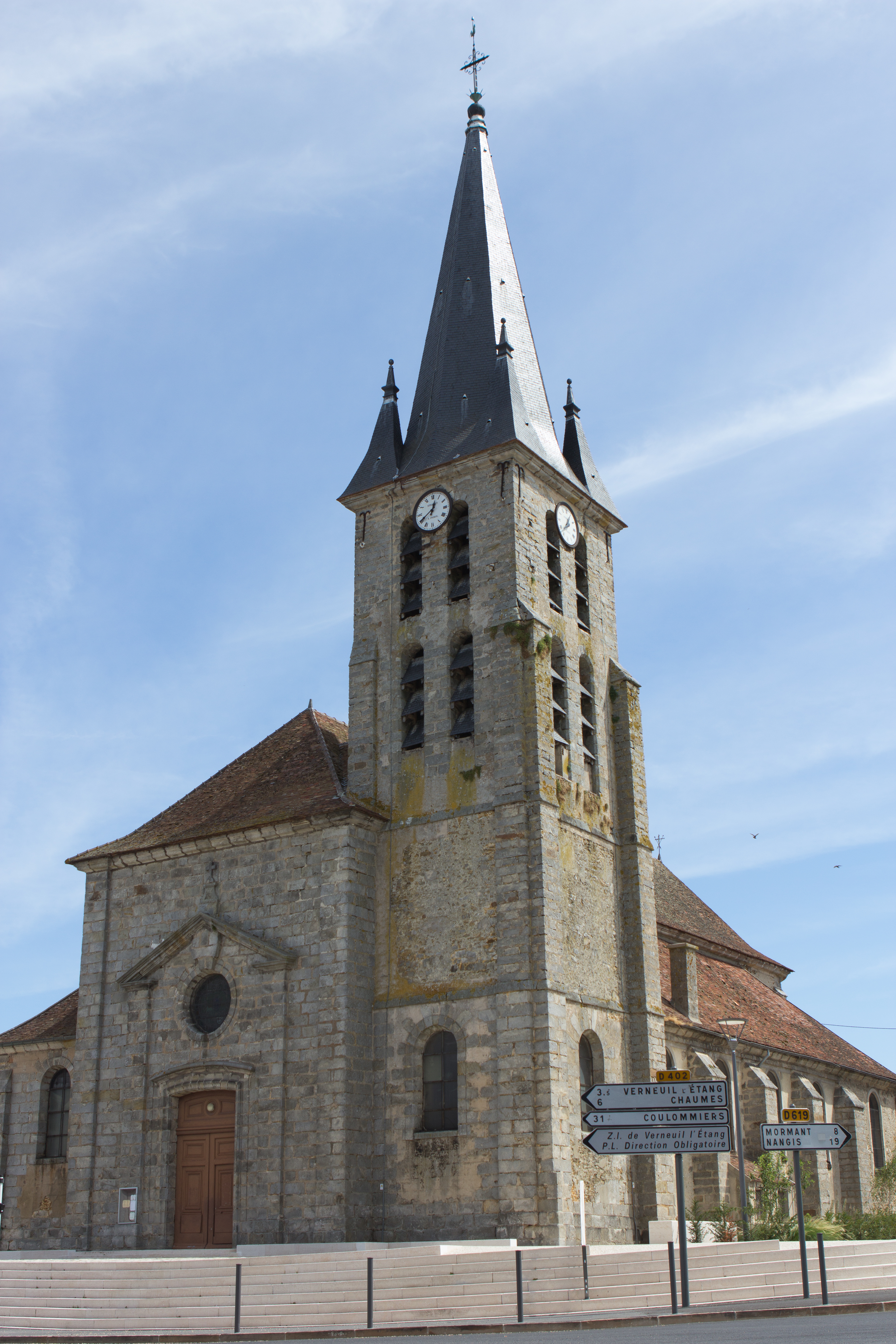
Kirche Saint-Jacques-le-Mineur

- Gutshof Vitry, frühere Wehranlage
- Waschhaus
- Belvedere-Platz

## Persönlichkeiten
- Laurent Lecointre (1742–1805), Revolutionär